# Henri Giffard
Henri Giffard (París, Francia, 8 de enero de 1825 - París, 14 de abril de 1882) fue un ingeniero francés, experto en máquinas de vapor, y considerado como el inventor del dirigible, máquina más ligera que el aire que se diferencia del globo aerostático en que su dirección sí podía ser controlada a través del uso de timones y motores.

## Realizaciones

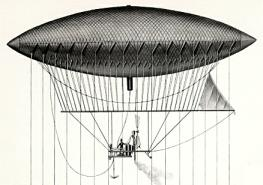
Dirigible creado por Giffard en 1852.

Giffard realizó el primer vuelo controlado de un dirigible pilotado por él mismo, el 24 de septiembre de 1852 en Francia, logrando recorrer 27 kilómetros entre las ciudades de París y Trappes a una velocidad de 9 km/h usando un pequeño motor a vapor de 3 CV. A lo largo de finales del siglo XIX y en las primeras décadas del siglo XX, el dirigible se convirtió en un método de transporte de confianza.
Giffard se suicidó el 14 de abril de 1882 inhalando cloroformo debido a sus problemas de visión, dejando todo su patrimonio para propósitos humanitarios y científicos.

## Reconocimientos
- El suyo es uno de los 72 nombres de la Torre Eiffel,[5] entre los que se encuentran ingenieros y otras personalidades francesas del mundo científico, en reconocimiento por sus contribuciones.[6]

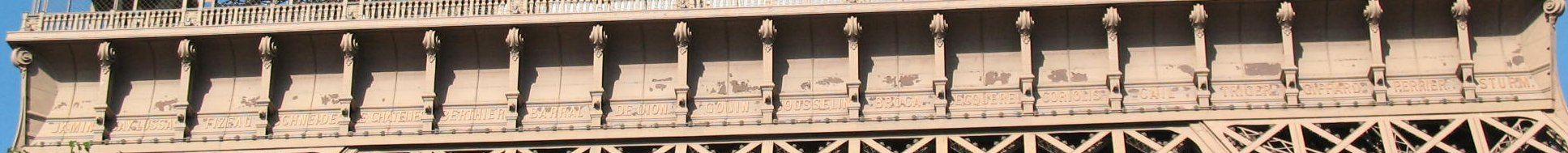
Parte de la Torre Eiffel en la que se encuentra grabado el nombre de Henri Giffard (el antepenúltimo).

## Literatura
- Günter Schmitt, Werner Schwipps. Pioniere der frühen Luftfahrt. Gondrom Verlag, Bindlach 1995, ISBN 3-8112-1189-7